# Sérgio Chapelin
Sérgio Vieira Chapelin, né le 12 mai 1941 à Valença au Brésil, est un journaliste, animateur de radio et présentateur de télévision brésilien.

## Biographie
Il commence sa carrière à la radio sur Rádio Nacional, Rádio MEC et Rádio Jornal do Brasil. Il fait ses débuts à la télévision en 1972, où il remplace sur Rede Globo le journaliste Ronaldo Rosas à la présentation du bulletin de nouvelles Jornal Hoje. La même année, il est choisi pour coprésenter le journal du soir Jornal Nacional avec Cid Moreira.
En 1983, il quitte le réseau Globo pour la chaîne concurrente SBT où il anime l'émission Show sem Limite.

## Émissions présentées
- Jornal Nacional (1972-1983)(1989-1996)
- Fantástico (1973)
- Isto É Pelé (1975)